# AC O'Shea Racing
El AC O'Shea Racing (código UCI: AWO) es un equipo ciclista femenino del Reino Unido de categoría UCI Women's Continental Team, segunda categoría femenina del ciclismo en ruta a nivel mundial.

## Material ciclista
El equipo utiliza bicicletas  y componentes 

## Clasificaciones UCI
Las clasificaciones del equipo y de su ciclista más destacado son las siguientes:
| Temporada | Clasificación por equipos | Mejor corredor | Posición |
| 2021      |                           | Bandera de ?   |          |

## Palmarés
Para años anteriores véase: Palmarés del AC O'Shea Racing.

### Palmarés 2025

#### UCI WorldTour Femenino
| Fechas | Carreras | Ganadora |

#### Calendario UCI Femenino
| Fechas | Carreras | Ganadora |

#### Campeonatos nacionales
| Fechas       | Carreras                        | Ganadora       |
| 8 de febrero | Campeonato de Sudáfrica en Ruta | S'Annara Grove |

## Plantillas
Para años anteriores, véase Plantillas del AC O'Shea Racing

### Plantilla 2025
| Integrantes del equipo 2025 | Integrantes del equipo 2025 | Integrantes del equipo 2025                     | Integrantes del equipo 2025 |
| Corredor                    | Fecha de nacimiento         | Equipo previo                                   |                             |
| --------------------------- | --------------------------- | ----------------------------------------------- | --------------------------- |
| Isabel Darvill              | 17 de noviembre de 2000     |                                                 |                             |
| Camille Devigne             | 15 de diciembre de 2002     | Team Féminin Hauts-de-France (2023)             |                             |
| Isabella Escalera           | 1 de julio de 2003          | Torelli-AppMazed-GSG (2024)                     |                             |
| Emilie Fortin               | 21 de mayo de 1999          | Cynisca Cycling (2024)                          |                             |
| S'annara Grove              | 11 de diciembre de 1993     | Torelli (2023)                                  |                             |
| Tilde Hammarström           | 26 de mayo de 1999          |                                                 |                             |
| Connie Hayes                | 27 de octubre de 2000       |                                                 |                             |
| Sophie Holmes               | 26 de marzo de 2025         |                                                 |                             |
| Frøya Knox                  | 22 de octubre de 2004       |                                                 |                             |
| Ida Krickau Ketelsen        | 15 de junio de 2006         | Team Rytger Carl Ras (2024)                     |                             |
| Isabel Mayes                | 15 de julio de 2006         |                                                 |                             |
| Matilda McKibben            | 18 de abril de 2005         |                                                 |                             |
| Cindy Pomares               | 28 de noviembre de 1990     | Emotional.FR-Tornatech-GSC Blagnac VS 31 (2022) |                             |
| Katie Scott                 | 20 de abril de 2001         |                                                 |                             |
| Yilla Threels               | 29 de abril de 2004         |                                                 |                             |
| Ella Wahlström              | 9 de julio de 2005          |                                                 |                             |
| Sannah Zaman                | 9 de diciembre de 2003      | DAS-Hutchinson-Brother UK (2024)                |                             |
|                             |                             |                                                 |                             |
| Fuente: ProCyclingStats     |                             |                                                 |                             |